# 薄叶耳蕨
薄叶耳蕨（学名：Polystichum bakerianum），为鳞毛蕨科耳蕨属下的一个植物种。